# Долж
Долж (словен. Dolž) је насељено место у општини Ново Место, регија Југоисточна Словенија, Словенија.

## Историја
До територијалне реорганизације у Словенији био је у саставу старе општине Ново Место.

## Становништво
У попису становништва из 2011. године, Долж је имао 331 становника.
| Број становника према пописима | Број становника према пописима | Број становника према пописима |
| ------------------------------ | ------------------------------ | ------------------------------ |
| 1991                           | 2002                           | 2011                           |
| 267                            | 305                            | 331                            |

Напомена: Године 1992. увећан је за делове насеља Врхе, Зајчји Врх при Стопичах, Пангрч Грм и Села при Зајчјем Врху.